# 95 Leonis
95 Leonis, eller o Leonis, är en vit stjärna i huvudserien i stjärnbilden Lejonet.
95 Leonis har visuell magnitud +5,52 och är väl synlig för blotta ögat vid god seeing. Den befinner sig på ett avstånd av ungefär 495 ljusår.